# سيمون سينوري
سيمون سينوريت (بالفرنسية: Simone Signoret)
سيمون سينوريت واسمها الحقيقي سيمون كامينكير وهي ممثلة وكاتبة فرنسية من مواليد 25 مارس 1921 في فيسبادن (ألمانيا)
وتوفيت في 30 سبتمبر 1935

## سيرتها الذاتية

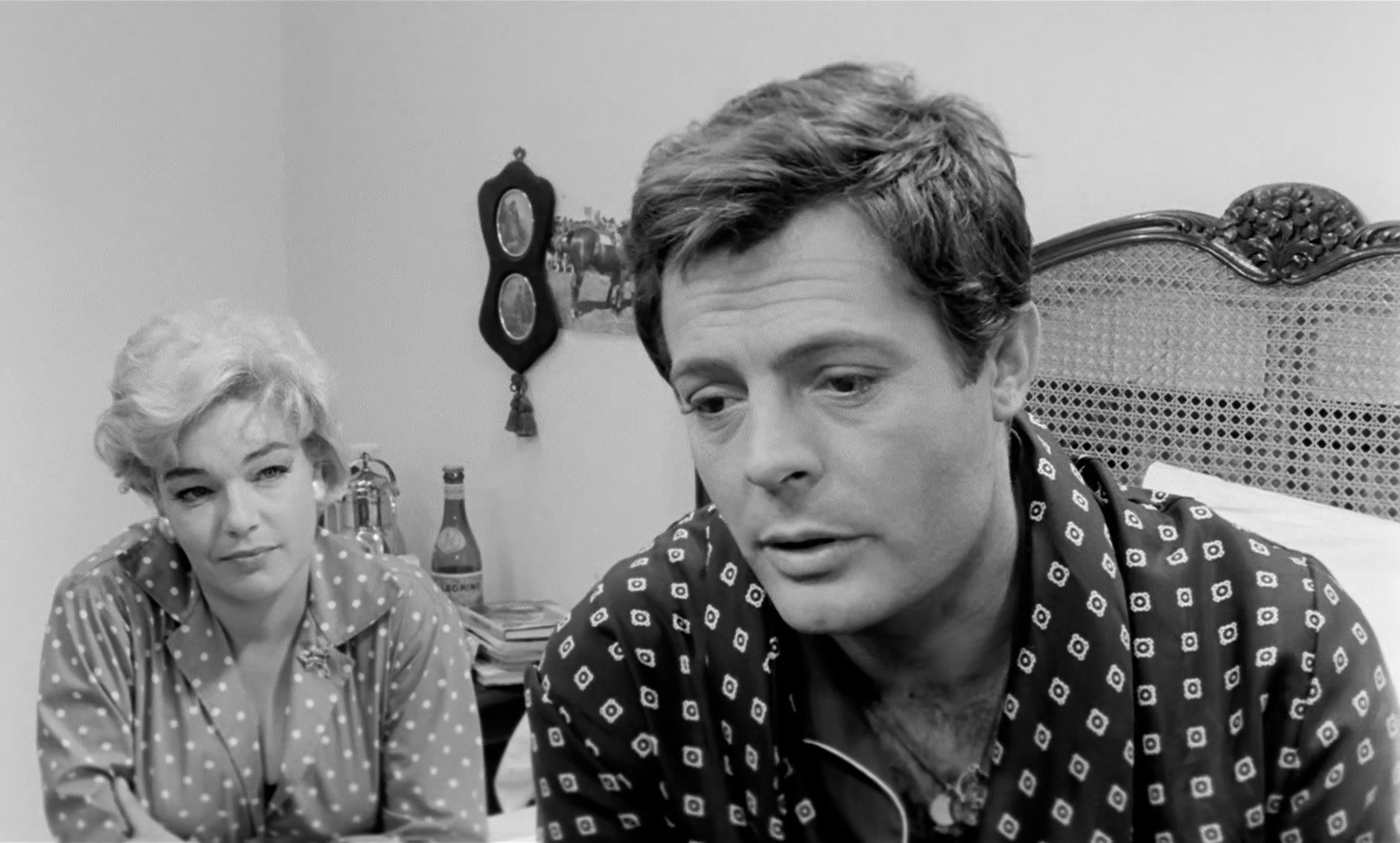
صورة تظهر فيها سيمون سينوريت في احد ادوارها التمثيلية

سيمون سينوريت هي الابنة البكر لأندرية كامينكير (1888-1961)وجيورجيت سينوريت لديها اثنان من الاخوة الأصغر منها آلان وجون بيير
من أصل يهودي بولندي، عمل والدها أندرية كامينكير مع بول جاك بونجين كصحفي في لوبوست باريزين وقد قام في عام1934 بالترجمة الفورية لخطاب هتلر في نورمبرغ.
في عام 1940 انضم إلى فرنسا الحرة في لندن وأصبح مذيع لراديو برازافيل2 لجأ إلى بريطانيا مع عائلته في بداية الحرب العالمية الثانية، وسيمون طالبة في المدرسة الثانوية في فانيه، حيث كانت هناك لبضعة أشهرمن اجل أستاذ التاريخ لوسي اوبراك، وهو الذي حكت عنة في كتابها (الحنين لم يعد كما كان)وبالعودة مرة أخرى إلى باريس، أصبحت في عام 1941 سكرتيرة لجون لوشير وبفضل ابنتة الممثلة كورين لوشير تمكنت سيمون من البدء بأعمال التصوير المسرحي وقامت باختيار اسم مسرحي باستبدال اسم عائلتها باسم عائلة والدتها سينوريت

## عملها
التقت بالمخرج إيف ألاجيرت في عام 1943 وتزوجا عام 1948
وبدات مهنتها بالتمثيل في عام 1946,واعطى ألاجيرت لسيمون أول أدوارها المسرحية المهمة
لكن في أغسطس 1949 تركت إيف ألاجيرت من أجل المغني الشاب غيف مونتان التقيا في دي سانت بول فينس.وتزوجا 22 ديسمبر 1951.
ومع عدد من المخرجين أيضا استطاعت سيمون سينوريت أن تصل إلى النجومية، على سبيل المثال، الخوذة الذهبية من جاك بيكر في عام 1951، ومارسيل كارنيه في تيريز راكين في عام 1953 ولي ديابوليك لهنري جورج كلوزوت في عام 1954
- في عام 1954، قامت سينوريت ومونتان بشراء عقارفي Autheuil-Authouillet في نورماندي. وأصبح هذا البيت فيما بعد مركز للاجتماعات الفكرية والادبية
- في عام 1957،رافقت سيمون سينوريت إيف مونتان في جولة في جميع البلادالشرقية

لكنهم يعودون بخيبة أمل عميقة حول التطبيق العملي للمثالية الشيوعية ونأت بنفسها عن ذلك الحزب، ولكن دون إنكار معتقداتهم السياسية
- في السبعينيات ،لعبت سيمون سينوريتأدوارا عدة أحياناسياسية مثل فلم (الاعتراف) لكوستا جافاراس مع مونتان في عام 1970، ولكنهادائما دراماتيكية
- في عام 1978، وفازت كأفضل ممثلة في تمثيل مدام روزافي فيلم لافي ديفينت سوا وسيزار لأفضل ممثلة.
- من عام 1981، اخذت صحة سيمون سينوريت التي تدخن وتشرب كثيراً تتدهور بشكل خطير

على الرغم من استمرار مشوارها السينمائي إلا أن ظهورها على الشاشة أصبح نادراً
عانت سيمون من سرطان البنكرياس، وخضعت لعملية جراحية في آب عام 1985.و توفيت في 30 سبتمبر 1985 عن عمر يناهز ال 64 عاما. ودفنت في مقبرة سيميتيردو بيغ لاشيز، جنبا إلى جنب مع إيف مونتان، الذي توفي بعد ست سنوات، في تشرين الثاني عام 1991.
قامت سيمون سينوريت بنشر سيرتها الذاتية،(الحنبن لم يعد كما كان) في عام 1975،وأيضاً روايتين

## روابط خارجية
- سيمون سينوري على موقع IMDb (الإنجليزية)
- سيمون سينوري على موقع الموسوعة البريطانية (الإنجليزية)
- سيمون سينوري على موقع روتن توميتوز (الإنجليزية)
- سيمون سينوري على موقع مونزينجر (الألمانية)
- سيمون سينوري على موقع قاعدة بيانات الأفلام العربية
- سيمون سينوري على موقع ألو سيني (الفرنسية)
- سيمون سينوري على موقع ميوزك برينز (الإنجليزية)
- سيمون سينوري على موقع تيرنر كلاسيك موفيز (الإنجليزية)
- سيمون سينوري على موقع أول موفي (الإنجليزية)
- سيمون سينوري على موقع قاعدة بيانات الأفلام السويدية (السويدية)